# Augusta van Beieren

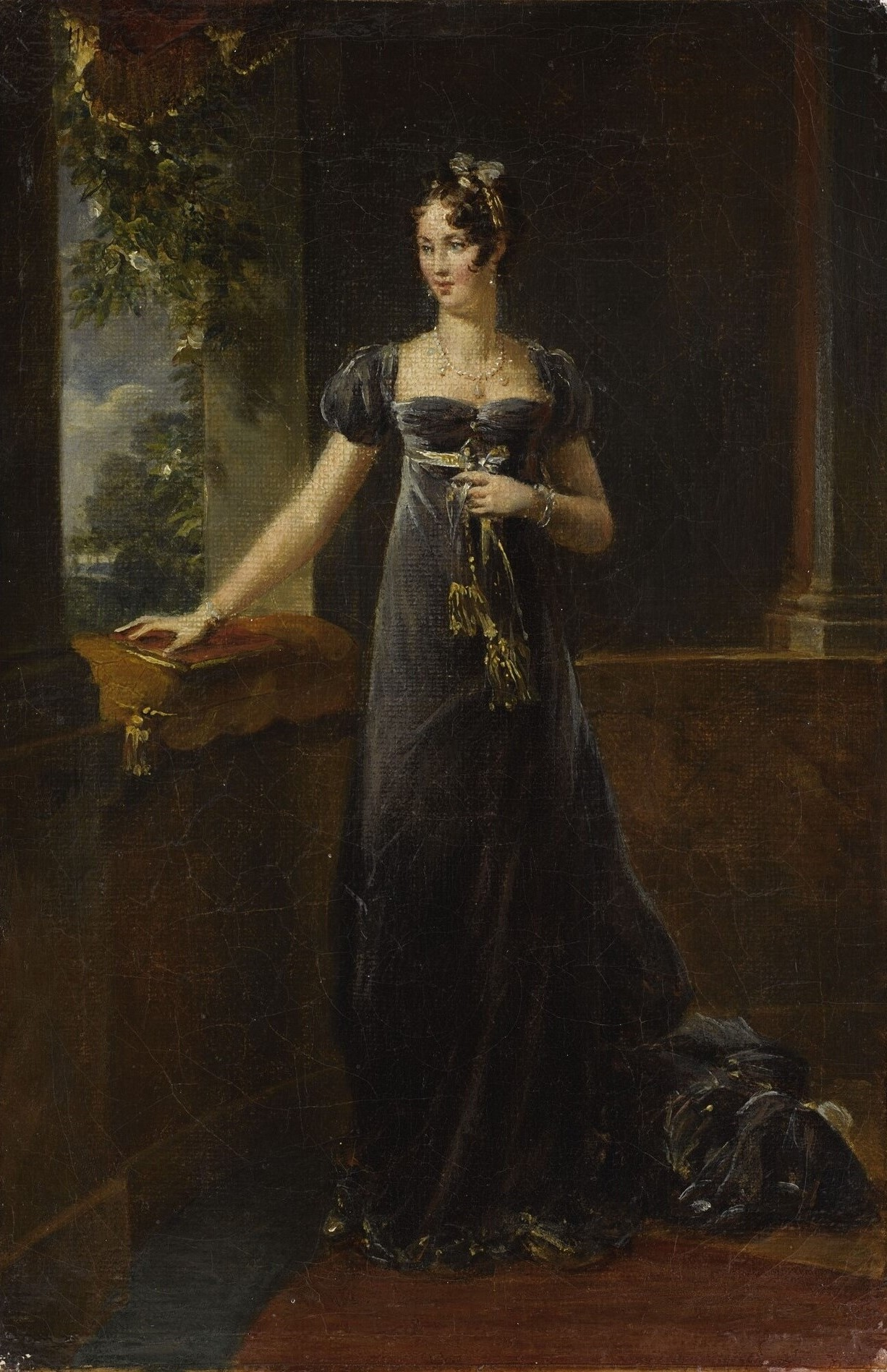
Prinses Augusta van Beieren

Augusta Amalia Ludovika van Beieren (Straatsburg, 21 juni 1788 - München, 13 mei 1851) was een dochter van Maximiliaan I Jozef en zijn eerste vrouw Auguste Wilhelmine Maria van Hessen-Darmstadt. Augusta van Beieren maakte deel van het huis Wittelsbach
Ze trouwde op  14 januari 1806 in München met Eugène de Beauharnais (1781-1824). Ze kregen 7 kinderen. 

## Kinderen
- Joséphine (1807-1876)
- Eugénie (1808-1847)
- Auguste Eugène Charles Napoleon (1810-1835)
- Amélie (1812-1873)
- Théodelinde Luise Eugénie Auguste Napoleone (1814-1857)
- Carolina (*/† 1816)
- Maximilien Joseph Eugène Auguste Napoléon (1817-1852)

- Bibliothèque nationale de France: cb165565790 (data)
- Gemeinsame Normdatei: 118651110
- International Standard Name Identifier: 0000 0000 7147 3949
- Library of Congress Control Number: no2009168859
- Nationale Bibliotheek van Israël: 987007391696305171
- Nederlandse Thesaurus van Auteursnamen: 06992399X
- Système universitaire de documentation: 237394464
- Virtual International Authority File: 42631535
- WorldCat: E39PBJg4pgRpgwv6kyDP833JDq